# Кромлех

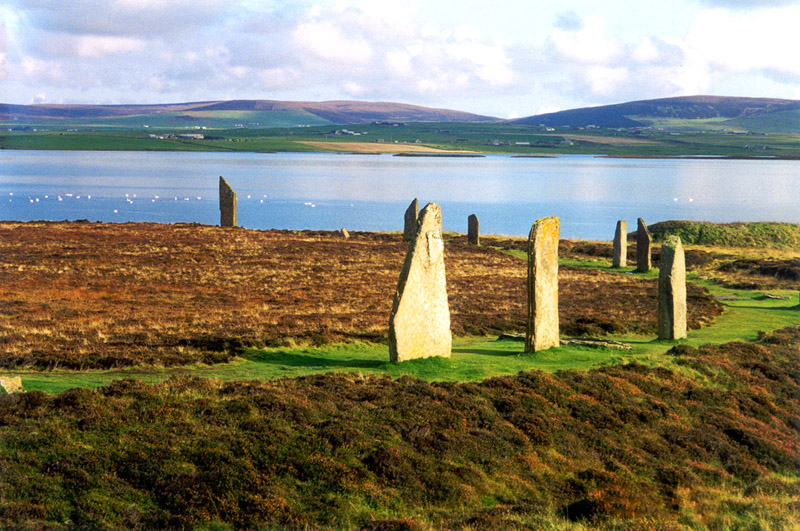
Кромлех Броугар или Храм Солнца, Оркнейские острова. Изначально имел 60 элементов, но сейчас состоит из 27 скал

Кро́млех — древнее сооружение, как правило, позднего неолита или раннего бронзового века, представляющее собой несколько поставленных вертикально в землю продолговатых камней, образующих одну или несколько концентрических окружностей. 
Часто конструкции такого типа относят к мегалитам. Иногда в центре таких сооружений находится другой объект: скала, менгир, каирн, дольмен, галерея или даже целый мегалитический комплекс.

## Происхождение названия
Термин переводится с кельтского валлийского языка: crom — изгиб, кривой и llech — каменная плита или вымостка, с бретонского кельтского языка Франции: crom — круг, lech — камень. Это соответствует как каменным кругам, так, в какой-то мере, и дольменоподобным сооружениям. Поэтому в Уэльсе, а также частично по всей Британии, кромлехами называли то, что в постсоветской археологической традиции называют дольменами. А закольцованные каменные структуры в англоязычной традиции чаще называют stone circles.
Хотя основными элементами кромлехов являются вертикальные камни (каждый из которых по отдельности рассматривался бы как менгир), некоторые кромлехи включают более сложные элементы; так, Мен-ан-Тол в Корнуолле содержит кольцеобразный камень.
В новейших научных публикациях на английском языке заметен отказ от термина «кромлех» в силу его семантической расплывчатости. Приведённое выше определение «кромлеха» характерно для континентальной Европы.
От кромлехов следует отличать хенджи — круглые в плане земляные насыпи, в которых проделаны несколько входов. Каменные компоненты у хенджа, как правило, отсутствуют. Примерами могут служить Гозекский круг и Голоринг на территории современной Германии.

## Назначение
Назначение кромлехов не всегда до конца ясно. Среди известных применений — ритуальное ограждение священного пространства с образованием «храма под открытым небом». В некоторых кромлехах зафиксированы астрономически важные направления, что предполагает использование их как обсерваторий, для наблюдения и фиксации положений Солнца и, возможно, Луны, с ритуальными и календарными целями (см. археоастрономия). Есть кромлехи, выполняющие чисто технологические функции. Так, многие курганы обкладывались камнями и скалами для предотвращения расползания искусственного холма. Во многих объектах проявляются сразу несколько из названных функций.

## Строительство

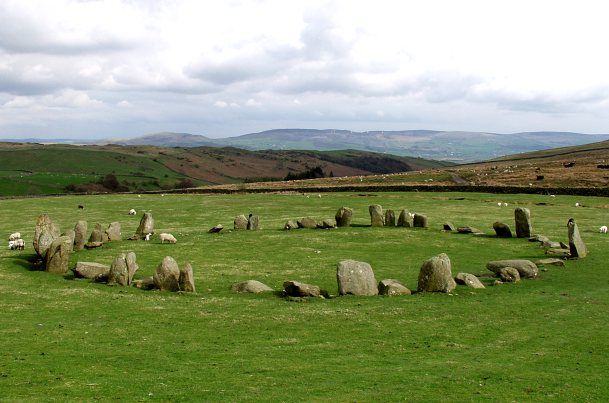
Английский кромлех Свинсайд

Камни, составляющие кромлех, могут быть как продолговатыми в стиле менгира, или совершенно бесформенными валунами. Для технологических целей использовались обычно плоские плиты. Форма кромлеха чаще всего круглая или овальная, но встречаются и иные формы, например, в Хакасии (прямоугольные кромлехи) или на Мальте (мегалитические храмы-кромлехи в виде «лепестков»).
Камень — не единственный строительный материал для кромлехов. Так, в графстве Норфолк (Англия) в зыбучих песках был обнаружен деревянный кромлех. Впрочем, есть данные, что и при строительстве некоторых знаменитых английских кромлехов использовалось в первоначальном варианте дерево.

## Распространение и разнообразие
Кромлехи встречаются практически по всей Евразии. Наибольшая концентрация кромлехов (свыше тысячи объектов) приходится на территорию Британских островов и полуострова Бретань. Наиболее впечатляющие и широко известные представители этой группы — кромлехи Эйвбери и Стоунхендж.
На территории современной России кромлехи присутствуют повсеместно в самом разнообразном виде. Это и отдельные технологические кромлехи-обкладки дольменной культуры Кавказа, и обкладки курганов майкопской культуры, порой внушительные (но слабо сохранившиеся) кромлехи Кеми-Обинской культуры. На территории Европейской части можно упомянуть и северные жальники, и закольцованные структуры горы Воттоваары (Карелия). В общем, можно сказать, что такой удобный конструктивный элемент, как кромлех, использовался в России, как и во всём мире, очень разными культурами.
В Армении, в провинции Сюник, находится кромлех Караундж, о возрасте которого до сих пор нет единого мнения: по разным оценкам он составляет от 4 до 7,7 тысячи лет.